# Список номинантов и лауреатов премии «Золотая маска» 2003 года
«Золотая маска» — российская национальная театральная премия и фестиваль. «Золотая маска» была учреждена Союзом театральных деятелей России (СТД РФ) в 1993 году (в некоторых источниках назван 1994 год) по инициативе народного артиста СССР М. А. Ульянова (председатель СТД РФ в 1986—1996 годах) и при участии его заместителя В. Г. Урина и драматурга В. В. Павлова.

## О премии
Премия присуждается на конкурсной основе один раз в год по итогам прошедшего театрального сезона за творческие достижения в области театрального искусства, вручается спектаклям всех жанров театрального искусства: драма, опера, балет, оперетта и мюзикл, кукольный театр.
Для определения соискателей премии «Золотая маска» создаётся экспертный совет из числа ведущих театральных критиков, специалистов союза театральных деятелей и его региональных организаций. Состав экспертного совета и его председатель утверждаются секретариатом СТД РФ. Для определения победителей — лауреатов из состава номинантов (тайным голосованием по результатам фестиваля) создаётся два профессиональных жюри — одно для спектаклей театра драмы и театров кукол и второе для спектаклей оперы, оперетты / мюзикла и балета. В состав жюри не могут входить создатели и исполнители спектаклей, участвующих в фестивале, а также члены экспертного совета.

## Лауреаты и события фестиваля «Золотая маска» 2003 года
В честь трёхсотлетия Санкт-Петербурга фестиваль «Золотая маска» прошёл и в Москве (с 1 по 20 апреля) и в Санкт-Петербурге (с 27 марта по 13 апреля).

### Номинанты премии «Золотая маска» 2003 года
Председателем экспертного совета драматического театра и театра кукол стала театральный критик Марина Давыдова. В состав экспертного совета вошли: Александр Волков (заместитель начальника Департамента искусств и народного творчества Министерства культуры РФ), Ольга Глазунова (заведующая Кабинетом театров для детей и театров кукол СТД РФ), Дина Годер (театральный критик), Екатерина Горина (ответственный секретарь Общественного Экспертного совета по театральному и музыкальному искусству Комитета по культуре Москвы), Елена Горфункель (театральный критик), Глеб Ситковский (театральный критик), Ольга Егошина (театральный критик), Надежда Таршис (театральный критик).
Председателем экспертного совета музыкального театра стала оперный критик Елена Третьякова. В состав экспертного совета вошли: Юлия Большакова (театральный критик, социолог), Анна Галайда (балетный критик), Ольга Гердт (балетный критик), Майя Крылова (балетный критик), Михаил Фихтенгольц (музыкальный критик), Елена Черемных (музыкальный обозреватель).
Таблица номинантов составлена на основании официального опубликованного списка, с группировкой по спектаклям.
Легенда:
  — Спектакль номинирован в номинации «Лучший спектакль»

«–» — Этот аспект спектакля не номинирован
| Конкурс спектаклей драматического театра (спектакль большой формы)         | Конкурс спектаклей драматического театра (спектакль большой формы) | Конкурс спектаклей драматического театра (спектакль большой формы) | Конкурс спектаклей драматического театра (спектакль большой формы) | Конкурс спектаклей драматического театра (спектакль большой формы) | Конкурс спектаклей драматического театра (спектакль большой формы) |
| -------------------------------------------------------------------------- | ------------------------------------------------------------------ | ------------------------------------------------------------------ | ------------------------------------------------------------------ | ------------------------------------------------------------------ | ------------------------------------------------------------------ |
|                                                                            |                                                                    |                                                                    |                                                                    |                                                                    |                                                                    |
| Спектакль/номинации                                                        | лучший спектакль                                                   | лучшая работа режиссёра                                            | лучшая женская роль                                                | лучшая мужская роль                                                | лучшая работа художника                                            |
|                                                                            |                                                                    |                                                                    |                                                                    |                                                                    |                                                                    |
| «Брат Чичиков» Театр драмы, Омск                                           | зелёная ✓                                                          | Сергей Стеблюк                                                     | –                                                                  | –                                                                  | Игорь Капитанов                                                    |
| «Король Убю» Театр «Et cetera» и Российское театральное агентство, Москва  | зелёная ✓                                                          | –                                                                  | –                                                                  | Александр Калягин (Убю)                                            | –                                                                  |
| «Московский хор» Малый драматический театр — Театр Европы, Санкт-Петербург | зелёная ✓                                                          | Лев Додин и Игорь Коняев                                           | Татьяна Щуко (Лика)                                                | –                                                                  | Алексей Порай-Кошиц                                                |
| «Розенкранц и Гильденстерн мертвы» Театр юного зрителя, Казань             | зелёная ✓                                                          | Георгий Цхвирава                                                   | –                                                                  | –                                                                  | –                                                                  |
| «Синьор Тодеро. Хозяин» Театр «Сатирикон», Москва                          | зелёная ✓                                                          | Роберт Стуруа                                                      | –                                                                  | Константин Райкин (Тодеро)                                         | –                                                                  |
| «Старший сын» Театр имени Ленсовета, Санкт-Петербург                       | зелёная ✓                                                          | Юрий Бутусов                                                       | –                                                                  | –                                                                  | –                                                                  |
|                                                                            |                                                                    |                                                                    |                                                                    |                                                                    |                                                                    |
| Конкурс спектаклей драматического театра (спектакль малой формы)           |                                                                    |                                                                    |                                                                    |                                                                    |                                                                    |
|                                                                            |                                                                    |                                                                    |                                                                    |                                                                    |                                                                    |
| «Академия смеха» Театр имени А.С. Пушкина, Москва                          | зелёная ✓                                                          | –                                                                  | –                                                                  | Андрей Панин (Цубаки) • Николай Фоменко (Сакисака)                 | –                                                                  |
| «Безумная из Шайо» «Мастерская Петра Фоменко», Москва                      | зелёная ✓                                                          | Пётр Фоменко                                                       | Галина Тюнина (Орели)                                              | –                                                                  | –                                                                  |
| «Дама с собачкой» Театр юного зрителя, Москва                              | зелёная ✓                                                          | Кама Гинкас                                                        | –                                                                  | –                                                                  | Сергей Бархин                                                      |
| «Дневник провинциала в Петербурге» Театр юного зрителя, Санкт-Петербург    | зелёная ✓                                                          | –                                                                  | –                                                                  | Алексей Девотченко (Он)                                            | –                                                                  |
| «Каштанка» Театр юного зрителя, Екатеринбург                               | зелёная ✓                                                          | Вячеслав Кокорин                                                   | –                                                                  | –                                                                  | –                                                                  |
| «Мамаша Кураж» Театр «Самарт», Самара                                      | зелёная ✓                                                          | Адольф Шапиро                                                      | Роза Хайруллина (Мамаша)                                           | –                                                                  | Юрий Хариков                                                       |
| «Облом off» Центр драматургии и режиссуры, Москва                          | зелёная ✓                                                          | –                                                                  | –                                                                  | Владимир Скворцов (Обломов)                                        | –                                                                  |
| «Откровенные полароидные снимки» Театр имени А.С. Пушкина, Москва          | зелёная ✓                                                          | Кирилл Серебренников                                               | –                                                                  | –                                                                  | –                                                                  |
| «Странники и гусары» Театр «Около дома Станиславского», Москва             | зелёная ✓                                                          | Юрий Погребничко                                                   | –                                                                  | Алексей Левинский (Сарафанов, Вершинин)                            | –                                                                  |
| «Эдип-Царь» Театр на Литейном, Санкт-Петербург                             | зелёная ✓                                                          | Андрей Прикотенко                                                  | Ксения Раппопорт (Иокаста)                                         | –                                                                  | Эмиль Капелюш                                                      |

| Конкурс спектаклей театров оперы                                                                     | Конкурс спектаклей театров оперы | Конкурс спектаклей театров оперы | Конкурс спектаклей театров оперы | Конкурс спектаклей театров оперы | Конкурс спектаклей театров оперы | Конкурс спектаклей театров оперы |
| --- | -------------------------------- | -------------------------------- | -------------------------------- | -------------------------------- | -------------------------------- | -------------------------------- |
| |                                  |                                  |                                  |                                  |                                  |                                  |
| Спектакль/номинации                                                                                  | лучший спектакль                 | лучшая работа режиссёра          | лучшая женская роль              | лучшая мужская роль              | лучшая работа художника          | лучшая работа дирижёра           |
| |                                  |                                  |                                  |                                  |                                  |                                  |
| «Кармен» Театр оперы и балета, Новосибирск                                                           | зелёная ✓                        | –                                | –                                | Олег Видеман (Хозе)              | Игорь Гриневич                   | –                                |
| «Лулу» Театр «Геликон-опера», Москва                                                                 | зелёная ✓                        | –                                | Татьяна Куинджи (Лулу)           | –                                | –                                | Владимир Понькин                 |
| «Мадам Баттерфляй» Музыкальный театр имени К. С. Станиславского и Вл. И. Немировича-Данченко, Москва | зелёная ✓                        | Людмила Налетова                 | Ольга Гурякова (Чио-Чио-сан)     | –                                | Елена Степанова                  | Ара Карапетян                    |
| «Мадам Баттерфляй» Музыкальный театр, Ростов-на-Дону                                                 | зелёная ✓                        | Юрий Александров                 | Ирина Крикунова (Чио-Чио-сан)    | –                                | Вячеслав Окунев                  | –                                |
| «Поворот винта» Экспериментальный музыкальный театр, Екатеринбург                                    | зелёная ✓                        | Илья Можайский                   | Светлана Матвеева (Гувернантка)  | –                                | Илья Можайский и Лев Катугин     | Дмитрий Лузин                    |

| Конкурс спектаклей оперетты / мюзикла             | Конкурс спектаклей оперетты / мюзикла | Конкурс спектаклей оперетты / мюзикла | Конкурс спектаклей оперетты / мюзикла | Конкурс спектаклей оперетты / мюзикла              | Конкурс спектаклей оперетты / мюзикла |
| ------------------------------------------------- | ------------------------------------- | ------------------------------------- | ------------------------------------- | -------------------------------------------------- | ------------------------------------- |
|                                                   |                                       |                                       |                                       |                                                    |                                       |
| Спектакль/номинации                               | лучший спектакль                      | лучшая работа режиссёра               | лучшая женская роль                   | лучшая мужская роль                                | лучшая работа художника               |
|                                                   |                                       |                                       |                                       |                                                    |                                       |
| «Notre Dame de Paris» Театр «Московская оперетта» | зелёная ✓                             | –                                     | Теона Дольникова (Эсмеральда)         | Александр Маракулин (Фролло)                       | –                                     |
| «Норд-Ост» Продюсерская компания «Линк», Москва   | зелёная ✓                             | Георгий Васильев и Алексей Иващенко   | Екатерина Гусева (Катя)               | Олег Кузнецов (Ромашов) • Юрий Мазихин (Татаринов) | Зиновий Марголин                      |

| Конкурс спектаклей балета                                                              | Конкурс спектаклей балета | Конкурс спектаклей балета            | Конкурс спектаклей балета                  | Конкурс спектаклей балета    | Конкурс спектаклей балета |
| -------------------------------------------------------------------------------------- | ------------------------- | ------------------------------------ | ------------------------------------------ | ---------------------------- | ------------------------- |
|                                                                                        |                           |                                      |                                            |                              |                           |
| Спектакль/номинации                                                                    | лучший спектакль          | лучшая женская роль                  | лучшая мужская роль                        | лучшая работа художника      | лучшая работа хореографа  |
|                                                                                        |                           |                                      |                                            |                              |                           |
| «Блудный сын» Мариинский театр, Санкт-Петербург                                        | зелёная ✓                 | –                                    | –                                          | –                            | –                         |
| «Вечер хореографии Ролана Пети: Пассакалья, Пиковая дама» Большой театр, Москва        | зелёная ✓                 | Илзе Лиепа (Графиня, «Пиковая дама») | Николай Цискаридзе (Германн, «Пассакалья») | –                            | Ролан Пети                |
| «Золушка» Мариинский театр, Санкт-Петербург                                            | зелёная ✓                 | Диана Вишнёва (Золушка)              | Андрей Меркурьев (Принц)                   | Илья Уткин и Евгений Монахов | Алексей Ратманский        |
| «Леа» «Театр танца под руководством А. Фадеечева», Москва                              | зелёная ✓                 | Нина Ананиашвили (Леа)               | –                                          | –                            | –                         |
| «Роден», «Свадебный кортеж» Театр балета «Хореографические миниатюры», Санкт-Петербург | зелёная ✓                 | –                                    | –                                          | –                            | –                         |
|                                                                                        |                           |                                      |                                            |                              |                           |
| Конкурс спектаклей балета (современный танец)                                          |                           |                                      |                                            |                              |                           |
|                                                                                        |                           |                                      |                                            |                              |                           |
| «БлокАда» «Театр Евгения Панфилова», Пермь                                             | зелёная ✓                 | –                                    | –                                          | –                            | –                         |
| «Листья тел» Театр «По.В.С.Танцы», Москва                                              | зелёная ✓                 | –                                    | –                                          | –                            | –                         |
| «Ночной прыжок с парашютом» Театр «Киплинг», Екатеринбург                              | зелёная ✓                 | –                                    | –                                          | –                            | –                         |
| «Ожидание» Театр современного танца, Челябинск                                         | зелёная ✓                 | –                                    | –                                          | –                            | –                         |

| Конкурс спектаклей театров кукол                                                                                | Конкурс спектаклей театров кукол | Конкурс спектаклей театров кукол | Конкурс спектаклей театров кукол    | Конкурс спектаклей театров кукол                                                  |
| --- | -------------------------------- | -------------------------------- | ----------------------------------- | --------------------------------------------------------------------------------- |
| |                                  |                                  |                                     |                                                                                   |
| Спектакль/номинации                                                                                             | лучший спектакль                 | лучшая работа режиссёра          | лучшая работа художника             | лучшая работа актёра                                                              |
| |                                  |                                  |                                     |                                                                                   |
| «Зимняя сказка» Театр кукол, Пенза                                                                              | зелёная ✓                        | Владимир Бирюков                 | Константин Мельников                | Марина Прошлакова (Маняша) • Сергей Пахомов (Николай-Угодник, Купец, Козёл Пахом) |
| «Невский проспект» Театр «Потудань», кинокомпания «Дарфильм», Театр-фестиваль «Балтийский дом», Санкт-Петербург | зелёная ✓                        | Руслан Кудашов                   | Алевтина Торик и Андрей Запорожский | –                                                                                 |
| «Хамлет, датский принц» Театр кукол, Архангельск                                                                | зелёная ✓                        | Дмитрий Лохов                    | Елена Николаева                     | Светлана Михайлова (Хертруда) • Максим Эль (Хамлет)                               |

| «Новация»                                          | «Новация»        | «Новация»                     |
| -------------------------------------------------- | ---------------- | ----------------------------- |
|                                                    |                  |                               |
| Спектакль/номинации                                | лучший спектакль | лучшая работа художника       |
|                                                    |                  |                               |
| «Lexicon» Театр «Особняк», Санкт-Петербург         | зелёная ✓        | –                             |
| «Sine Loco» Группа «АХЕ», Санкт-Петербург          | зелёная ✓        | Максим Исаев и Павел Семченко |
| «Дредноуты» Евгений Гришковец, Калининград         | зелёная ✓        | –                             |
| «Острова в океане» Театр «Дерево», Санкт-Петербург | зелёная ✓        | –                             |

### Лауреаты премии «Золотая маска» 2003 года
Председателем жюри драматического театра и театра кукол стал театральный режиссёр Зиновий Корогородский. В состав жюри вошли: Елена Алексеева (театральный критик), Алексей Бартошевич (театровед), Николай Буров (актёр), Лев Гительман (искусствовед), Сергей Дрейден (актёр), Фаина Костина (актриса), Виктор Крамер (режиссёр), Анна Некрылова (заведующая сектором фольклора Российского института истории искусств), Виктор Новиков (художественный руководитель театра им. В. Ф. Комиссаржевской), Любовь Овэс (научный сотрудник сектора театра Российского института истории искусств), Олег Пивоваров (театральный критик), Елена Попова (актриса), Ирина Соколова (актриса), Инна Соловьёва (театральный критик), Андрей Толубеев (актёр).
Председателем жюри музыкальных театров выступил балетмейстер Никита Долгушин. В состав жюри вошли: Геннадий Абрамов (режиссёр, хореограф), Лариса Абызова (балетный критик), Виктор Архипов (сценограф), Марина Багдасарян (театральный критик), Владимир Васильев (балетмейстер), Алексей Людмилин (дирижёр), Алла Осипенко (артистка балета), Александр Петров (режиссёр), Пётр Поспелов (музыкальный критик), Нора Потапова (режиссёр-педагог), Нина Романова (певица), Виола Ходова (художник, режиссёр).
Церемония вручения премий «Золотая маска» прошла 14 апреля в Мариинском театре в Санкт-Петербурге. Режиссёром церемонии выступил режиссёр Андрей Могучий, открыл церемонию Александр Калягин. Ведущими церемонии выступили директор «Золотой маски» Эдуард Бояков и Дарья Павленко.
Несмотря на то, что в этом году церемония вручения впервые прошла не в Москве, а в Санкт-Петербурге, на результаты премии это не повлияло, писали «Ведомости». По мнению музыкального обозревателя Елены Черемных, «Золотая маска» очень проиграла из-за отсутствия в конкурсной программе оперы «Так поступают все», поставленной Мариинским театром, в свете чего, практически все главный премии получил московский театр. Однако, по её словам, жюри удалось в некоторой степени избежать обвинений в игнорировании провинциальных театров в связи с тем, что специальную премию получила актриса екатеринбургского театра. Главным потрясением фестиваля «Коммерсантъ» назвал новость о закрытии мюзикла «Норд-Ост», получившего главную премию в конкурсе спектаклей оперетты/мюзикла.
Таблица лауреатов составлена на основании положения о премии (от октября 2000 года) и официального опубликованного списка лауреатов.
Легенда:
     — Лауреаты премий в основных номинациях
     — Лауреаты премий в частных номинациях
 — Премия не присуждалась
| Конкурс                                                          | Номинация                                                   | Победитель                                 | Произведение (роль)                        | Театр (учреждение)                                                                           |
| ---------------------------------------------------------------- | ----------------------------------------------------------- | ------------------------------------------ | ------------------------------------------ | -------------------------------------------------------------------------------------------- |
|                                                                  |                                                             |                                            |                                            |                                                                                              |
| Конкурс спектаклей драматического театра                         | Лучший спектакль большой формы                              | «Московский хор»                           | «Московский хор»                           | Малый драматический театр — театр Европы, Санкт-Петербург                                    |
| Конкурс спектаклей драматического театра                         | Лучший спектакль малой формы                                | «Дама с собачкой»                          | «Дама с собачкой»                          | Московский театр юного зрителя, Москва                                                       |
| Конкурс спектаклей драматического театра                         | Лучшая работа режиссёра                                     | Кама Гинкас                                | «Дама с собачкой»                          | Московский театр юного зрителя, Москва                                                       |
| Конкурс спектаклей драматического театра                         | Лучшая работа художника                                     | Юрий Хариков                               | «Мамаша Кураж»                             | «СамАрт», Самара                                                                             |
| Конкурс спектаклей драматического театра                         | Лучшая женская роль                                         | Татьяна Щуко                               | «Московский хор»                           | Малый драматический театр — театр Европы, Санкт-Петербург                                    |
| Конкурс спектаклей драматического театра                         | Лучшая мужская роль                                         | Александр Калягин                          | «Король Убю»                               | Et cetera, Москва и Российское театральное агентство, Москва                                 |
|                                                                  |                                                             |                                            |                                            |                                                                                              |
| Конкурс спектаклей театров оперы                                 | Лучший спектакль                                            | «Мадам Баттерфляй»                         | «Мадам Баттерфляй»                         | Музыкальный театр имени К. С. Станиславского и Вл. И. Немировича-Данченко, Москва            |
| Конкурс спектаклей театров оперы                                 | Лучшая работа режиссёра                                     | Людмила Налетова                           | «Мадам Баттерфляй»                         | Музыкальный театр имени К. С. Станиславского и Вл. И. Немировича-Данченко, Москва            |
| Конкурс спектаклей театров оперы                                 | Лучшая работа дирижёра                                      | Владимир Понькин                           | «Лулу»                                     | «Геликон-Опера», Москва                                                                      |
| Конкурс спектаклей театров оперы                                 | Лучшая женская роль                                         | Ольга Гурякова                             | «Мадам Баттерфляй»                         | Музыкальный театр имени К. С. Станиславского и Вл. И. Немировича-Данченко, Москва            |
| Конкурс спектаклей театров оперы                                 | Лучшая мужская роль                                         | N [ 13 ]                                   | N [ 13 ]                                   | N [ 13 ]                                                                                     |
|                                                                  |                                                             |                                            |                                            |                                                                                              |
| Конкурс спектаклей оперетты / мюзикла                            | Лучший спектакль                                            | «Норд-Ост»                                 | «Норд-Ост»                                 | Продюсерская компания «Линк», Москва                                                         |
| Конкурс спектаклей оперетты / мюзикла                            | Лучшая работа режиссёра                                     | N [ 13 ]                                   | N [ 13 ]                                   | N [ 13 ]                                                                                     |
| Конкурс спектаклей оперетты / мюзикла                            | Лучшая работа дирижёра                                      | N [ 13 ]                                   | N [ 13 ]                                   | N [ 13 ]                                                                                     |
| Конкурс спектаклей оперетты / мюзикла                            | Лучшая женская роль                                         | Теона Дольникова                           | «Notre Dame de Paris»                      | «Московская оперетта», Москва                                                                |
| Конкурс спектаклей оперетты / мюзикла                            | Лучшая мужская роль                                         | Юрий Мазихин                               | «Норд-Ост»                                 | Продюсерская компания «Линк», Москва                                                         |
|                                                                  |                                                             |                                            |                                            |                                                                                              |
| Конкурс спектаклей балета                                        | Лучший спектакль балета                                     | «Вечер хореографии Ролана Пети»            | «Вечер хореографии Ролана Пети»            | Большой театр, Москва                                                                        |
| Конкурс спектаклей балета                                        | Лучший спектакль современного танца                         | «Ожидание»                                 | «Ожидание»                                 | Театр современного танца, Челябинск                                                          |
| Конкурс спектаклей балета                                        | Лучшая работа постановщика (балетмейстера/хореографа)       | N [ 13 ]                                   | N [ 13 ]                                   | N [ 13 ]                                                                                     |
| Конкурс спектаклей балета                                        | Лучшая женская роль                                         | Илзе Лиепа                                 | «Пиковая дама»                             | Большой театр, Москва                                                                        |
| Конкурс спектаклей балета                                        | Лучшая мужская роль                                         | Николай Цискаридзе                         | «Пиковая дама»                             | Большой театр, Москва                                                                        |
|                                                                  |                                                             |                                            |                                            |                                                                                              |
| Конкурс спектаклей театров кукол                                 | Лучший спектакль                                            | «Невский проспект»                         | «Невский проспект»                         | Театр «Потудань», кинокомпания «Дарфильм», театр-фестиваль «Балтийский дом», Санкт-Петербург |
| Конкурс спектаклей театров кукол                                 | Лучшая работа режиссёра                                     | Руслан Кудашов                             | «Невский проспект»                         | Театр «Потудань», кинокомпания «Дарфильм», театр-фестиваль «Балтийский дом», Санкт-Петербург |
| Конкурс спектаклей театров кукол                                 | Лучшая работа художника                                     | Константин Мельников                       | «Зимняя сказка»                            | «Пензенский областной театр кукол «Кукольный дом»», Пенза                                    |
| Конкурс спектаклей театров кукол                                 | Лучшая актёрская работа                                     | Светлана Михайлова                         | «Хамлет, датский принц»                    | Театр кукол, Архангельск                                                                     |
|                                                                  |                                                             |                                            |                                            |                                                                                              |
| Из номинантов на звание «Лучший спектакль» — музыкальных театров | Лучшая работа художника в музыкальном театре                | Елена Степанова                            | «Мадам Баттерфляй»                         | Музыкальный театр имени К. С. Станиславского и Вл. И. Немировича-Данченко, Москва            |
|                                                                  |                                                             |                                            |                                            |                                                                                              |
| Новация                                                          | Лучший спектакль                                            | «Sine Loco»                                | «Sine Loco»                                | Группа «АХЕ», Санкт-Петербург                                                                |
|                                                                  |                                                             |                                            |                                            |                                                                                              |
| Специальные премии                                               |                                                             |                                            |                                            |                                                                                              |
|                                                                  |                                                             |                                            |                                            |                                                                                              |
| Специальные премии жюри                                          | Специальный приз жюри драматического театра и театров кукол | «Каштанка»                                 | «Каштанка»                                 | ТЮЗ, Екатеринбург                                                                            |
| Специальные премии жюри                                          | Специальный приз жюри драматического театра и театров кукол | «Эдип-царь»                                | «Эдип-царь»                                | Театр на Литейном, Санкт-Петербург                                                           |
| Специальные премии жюри                                          | Специальный приз жюри музыкальных театров                   | «Свадебный кортеж»                         | «Свадебный кортеж»                         | «Хореографические миниатюры», Санкт-Петербург                                                |
| Специальные премии жюри                                          | Специальный приз жюри музыкальных театров                   | Светлана Матвеева                          | «Поворот винта»                            | Экспериментальный музыкальный театр, Екатеринбург                                            |
| Специальные премии жюри                                          | Лучший зарубежный спектакль, показанный в России            | «Войцек»                                   | «Войцек»                                   | Национальный хореографический центр Орлеана, Франция.                                        |
| Специальные премии жюри                                          | Приз критики                                                | «Странники и гусары»                       | «Странники и гусары»                       | Театр «Около дома Станиславского», Москва                                                    |
|                                                                  |                                                             |                                            |                                            |                                                                                              |
| За честь и достоинство                                           | Людмила Живых • Юрий Григорович                             | За поддержку театрального искусства России | За поддержку театрального искусства России | Леонид Полежаев, губернатор Омской области • Компания «Нестле»                               |